# Jorge Lafuente Velázquez
Jorge Lafuente Velázquez (Huesca, 26 de julio de 1991) es un jugador de baloncesto profesional español. Juega de alero y su actual equipo es el CB Benicarló de la LEB Plata.  

## Carrera deportiva
Es un jugador formado en la cantera del Club Baloncesto Peñas Huesca con el que debutó la temporada 2009-10 en Liga LEB Plata. En la siguiente temporada a su debut, jugaría en el CB Monzón de Liga EBA.
En 2012, regresa al Club Baloncesto Peñas Huesca con el que jugaría durante 5 temporadas en Liga LEB Oro, convirtiéndose en capitán del conjunto oscense.
Durante la temporada 2016-17 Lafuente promedió 6,1 puntos y 8,5 de valoración en los 27,13 minutos que disputó por encuentro en las filas del Club Baloncesto Peñas Huesca. El oscense, una vez finalizada la campaña con Club Baloncesto Peñas Huesca, jugó los playoffs de ascenso a LEB Oro con Fundación Club Baloncesto Granada. Lafuente disputó cinco partidos de promoción de ascenso con el equipo nazarí en los que promedió 4,2 puntos por encuentro y firmó una valoración de 4,8 puntos por encuentro.
Comenzaría la temporada 2017-18 en las filas del conjunto oscense y durante los primeros 6 partidos de liga promedia una valoración de 4,7 puntos y 12,4 minutos. En octubre de 2017, el capitán decide abandonar el Club Baloncesto Peñas Huesca por motivos personales y en noviembre de 2011 firmaría por Club Baloncesto Lucentum Alicante de Liga LEB Plata, para disputar la temporada 2017-18.
En verano de 2018, juega en las filas del Club Baloncesto Clavijo de Liga LEB Plata.
En la temporada 2019-20 juega en las filas del Basket Navarra Club de Liga LEB Plata, en la que promedió 5,2 puntos y 4,6 rebotes en los más de 29 minutos que disputó por encuentro.
El 10 de julio de 2020, se incorpora a la plantilla del Levitec Huesca de la Liga LEB Oro firmando por tres temporadas, regresando al club oscense tres años después de su marcha.
El 19 de junio de 2023, se incorpora a las filas de Fibwi Palma de la Liga LEB Plata.
El 12 de junio de 2024, firma por el CB Benicarló de la Liga LEB Plata.